# Keean Johnson

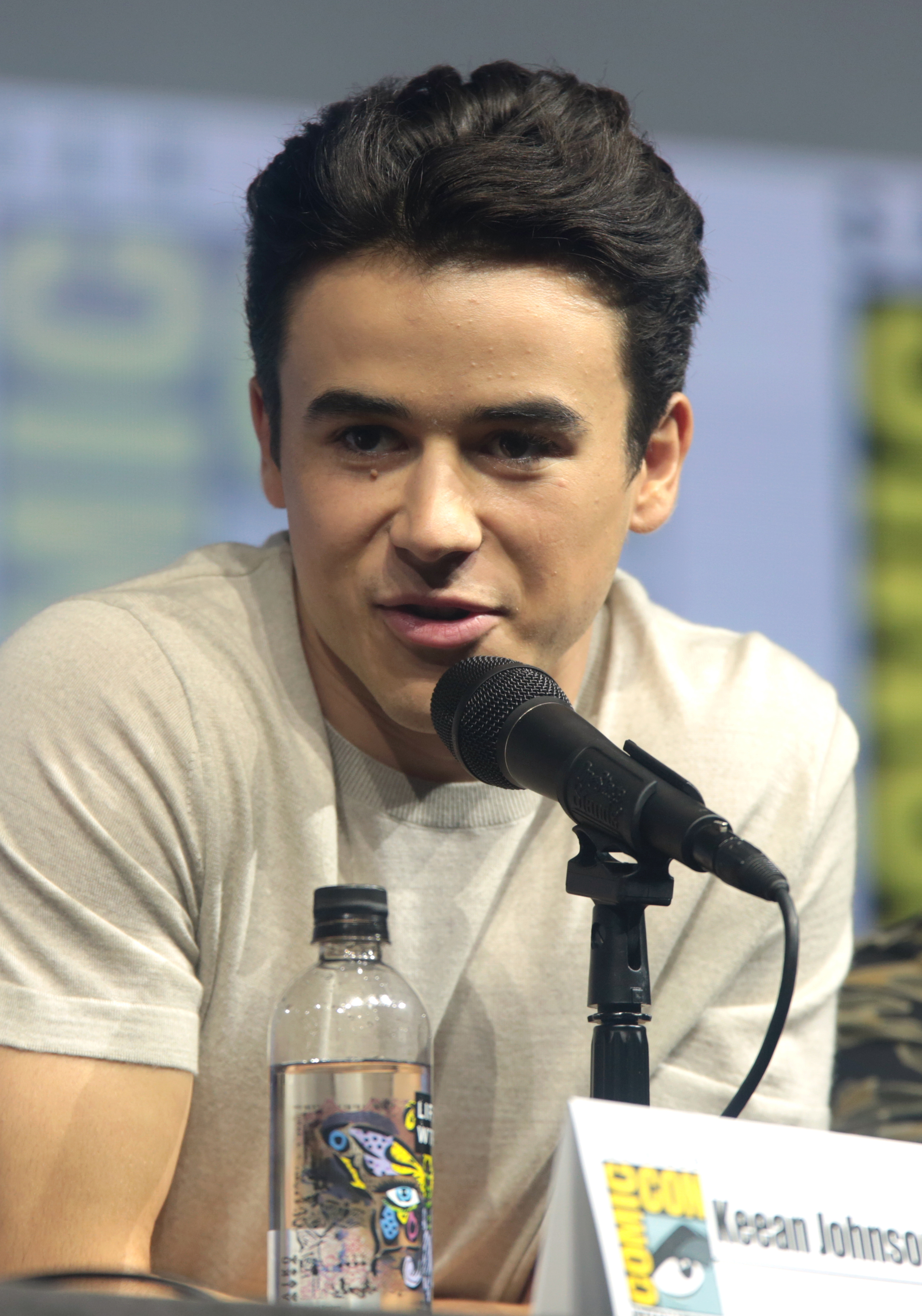

Keean Johnson, nome d'arte di Keean Manny Johnson (Colorado, 25 ottobre 1996), è un attore statunitense noto per aver interpretato il ruolo di Adam Freeman nella serie televisiva Spooksville.

## Biografia
Figlio di un padre inglese e madre americana, Keean ha un fratello minore di nome Cade.
Istruito prevalentemente a casa, all'età di 11 anni recita nello spettacolo Plainsong presso il Denver Center for Performing Arts. In questa occasione viene notato da Nora Brennan, direttrice del musical Billy Elliot, la quale decide di scritturarlo per il musical.
Keean ha esordito come attore nel 2007 recitando nella serie televisiva Big Green Rabbit.
Nel 2013 viene scelto per interpretare il ruolo del protagonista della serie televisiva Spooksville, tratta dalla serie di romanzi di Christopher Pike.
Successivamente ha recitato in altre serie televisive come The Fosters, Nashville e Guidance, Euphoria e nel film Heritage Falls.

## Filmografia

### Cinema
- Sam Presents, regia di Troy Christian - cortometraggio (2012)
- Heritage Falls, regia di Shea Sizemore (2016)
- Alita - Angelo della battaglia (Alita: Battle Angel), regia di Robert Rodriguez (2019)
- L'evocazione - We Summon the Darkness (We Summon the Darkness), regia di Marc Meyers (2019)
- Low Tide, regia di Kevin McMullin (2019)
- Midway, regia di Roland Emmerich (2019)
- Emperor, regia di Mark Amin (2020)
- Acque buie (Cut Throat City), regia di RZA (2020)
- The Ultimate Playlist of Noise, regia di Bennett Lasseter (2021)

### Televisione
- Big Green Rabbit – serie TV (2007)
- Spooksville Freak Files – serie TV, 5 episodi (2013)
- Spooksville – serie TV, 22 episodi (2013-2014)
- Switched at Birth - Al posto tuo (Switched at Birth) – serie TV, episodio 3x22 (2014)
- Nashville – serie TV, 22 episodi (2014-2016)
- The Fosters – serie TV, 6 episodi (2015)
- Notorious – serie TV, episodio 1x04 (2016)
- Guidance – webserie, 8 episodi (2016)
- Euphoria – serie TV, 6 episodi (2019)
- Waco: The Aftermath – serie TV, 5 episodi (2023)
- Joe Pickett – serie TV, 10 episodi (2023)

## Riconoscimenti
- 2014 – Young Artist Award
  - Nomination Miglior performance in una serie televisiva - Giovane attore protagonista per Spooksville
  - Nomination Eccezionale gruppo di giovani attori per Spooksville (con Katie Douglas, Nick Purcha e Morgan Taylor Campbell)